# Lyra Belacqua
Lyra Belacqua, também conhecida como Lyra da Língua Mágica, é a heroína da trilogia fantástica Fronteiras do Universo, escrita pelo autor britânico Philip Pullman. Lyra é uma menina que habita um universo paralelo ao nosso e sua história se desenlaça por todo o multiverso criado por P. Pullman. Lyra foi criada na também fantástica Faculdade Jordan, da cidade de Oxford de seu próprio universo e é lá que começam suas aventuras. Ao longo do enredo, a personagem é colocada em meio a uma guerra cósmica que envolve todos os universos que compõem seu multiverso e consiste na disputa entre os anjos rebeldes e a uma divindade conhecida como a Autoridade.

## História e a vida
No começo da trilogia Fronteiras do Universo, Lyra encontra-se com apenas 11 (onze) anos de idade. Fruto do relacionamento amoroso entre as personagens Lorde Asriel e Marisa Coulter, ela cresceu na Faculdade Jordan, tendo sido criada pelos catedráticos, professores e demais funcionários da faculdade. Durante sua infância, Lyra foi iludida a acreditar que era filha de um conde e uma condessa muito ricos que faleceram tragicamente em um acidente quando ela ainda era apenas um bebê. Contudo, ainda no começo da história ela vem a descobrir a verdade sobre sua origem e filiação através da personagem John Faa, líder dos Gípcios.
Lyra passou sua infância, até os 11 (onze) anos de idade, em Oxford, correndo e brincando pela faculdade com diversas crianças, filhos de funcionários, dentre elas, seu melhor amigo Roger Parslow, com o qual costumava fazer guerras de barro contra as crianças de outras faculdades, bem como as da cidade. Sua vida, entretanto, muda drasticamente quando o Conselho de Oblação captura Roger e outra criança, Billy Costa, de uma família de Gípcios. É nesse momento em que suas aventuras pelo seu universo começam, em busca de seu amigo desaparecido.
Lyra tem cabelos louros, olhos azuis além de ser magra e baixa para sua idade. Ela é desobediente e os catedráticos sentem dificuldades em ensina-lá. Como não têm pais, ela acha que ninguém pode forçá-la a fazer nada e desconhece qualquer noção de autoridade.
Ao enganar o Rei dos Ursos de Armadura (ou também Panserbjorn) Iofur Raknison, fazendo-o adentrar em uma luta individual contra Iorek Byrnison, o legítimo herdeiro ao trono, que inicialmente havia sido enganado por Iofur Raknison, Lyra recebe de Iorek Byrnison o título de Lyra da Língua Mágica, haja vista que os Ursos de Armaduras eram conhecidos por sua perspicácia. A partir de então, Lyra adota este título como seu sobrenome (no original, Silvertongue ou Língua de Prata)

## Pantalaimon
O dæmon (traduzido para dimon, nos livros) de Lyra chama-se Pantalaimon, sua companhia mais querida, a encarnação de sua própria alma (ou sombra, em um sentido junguiano). Assim como os dæmons de todas as demais crianças, Pantalaimon não possui forma definida, assumindo,a  seu bel prazer, as mais diversas ao longo de toda a história. Seu nome advém de um santo da igreja ortodoxa, São Pantaleon, que em grego significa "o que perdoa".
Quando o enredo aproxima-se de seu desenlace, Lyra e Pantalaimon separam-se pela primeira vez em suas vidas, quando Lyra é forçada a entrar no mundo dos mortos para pedir perdão a seu amigo Roger, a quem ela entende ter traído. A separação causa uma grave dor física em ambos, gerando até mesmo convulsões. Após o ocorrido, Pantalaimon passa a esconder-se de Lyra, demonstrando sua tristeza pelo abandono e querendo causar arrependimento em Lyra. Entretanto, após estes eventos, ambos descobrem terem adquirido um dom que somente as bruxas e os shamans possuem, que é aquele de separarem-se por longas distâncias de seus dæmons, sem qualquer sofrimento.
Pantalaimon não tem forma definida até o final do livro, quando, ao ser tocado por Will Parry, transforma-se e fixa-se na forma de uma marta. Normalmente é chamado de "Pan" como um apelido.

## O Destino de Lyra
Na primeira parte da trilogia Fronteiras do Universo, A Bússola de Ouro, a bruxa Serafina Pekkala relata seus conhecimentos a respeito de uma profecia muito antiga sobre uma menina que estaria predestinada a trazer fim ao destino, à custa de uma grande traição. A profecia das bruxas relata sobre uma menina que conseguiria escolher o galho de pinheiro certo dentre muitos, o que Lyra, de fato, fez. Ao longo do enredo várias pistas são dadas ao leitor para entender qual o papel Lyra representa na história, mas somente ao final é que se revela que Lyra seria a segunda Eva, que deveria cair na tentação da serpente, que em sua história seria representada por Mary Malone.
A representação da cena bíblica mítica acontece quando Lyra ouve Mary contar a história de como foi que se apaixonou pela primeira vez em sua vida, ainda no limiar de sua puberdade, tal como Lyra se encontrava no momento em que ouviu o relato de Mary, e apercebe-se de seus próprios sentimentos pelo personagem da série Will Parry. Ao invés do fruto proibido, ou da maçã, a história que Mary relata faz uso de um doce de marzipã, que Mary comeu junto com seu primeiro amor. Lyra de fato faz uso de um fruto que coloca na boca de Will como forma de chamar a atenção deste para seus sentimentos, o qual, compreendendo, aceita seu amor e retribui-lhe com um beijo. A partir deste episódio, a catástrofe a que estavam submetidos todos os universos pertencentes ao multiverso de Lyra pára, quando as partículas de Pó, que representam a consciência, deixam de escoar para o abismo no mundo dos mortos e voltam a concentrar-se ao redor do casal.
Infelizmente, para manter a recém adquirida harmonia, os protagonistas são forçados a destruir a Faca Sútil, após descobrirem que ela era a grande causadora do escoamento das partículas, bem como da aparição dos Espectros. Desta forma, não mais lhes seria possível transitar entre os universos e é então que são confrontados com sua mais difícil escolha: separar-se em definitivo justo quando principiava sua história de amor ou viver juntos pelo máximo de dez anos (tempo máximo que os dæmons conseguem sobreviver fora de seu próprio universo), sendo o remanescente forçado a assistir passivamente a morte daquele que abriu mão de seu universo.
Lyra segue seu destino e traz um fim para a morte quando abre uma porta do mundo dos mortos para o mundo dos vivos, libertando todos os fantasmas que encontravam-se em estado de eterna penitência, independentemente de seus atos mundanos, e agora voltam a poder fazer parte do universo.
A grande traição a que Lyra era predestinada inicialmente parece ser aquela com a qual leva Roger a morrer pelas mãos de seu pai, Lorde Asriel. Entretanto, esta "traição" não intencional parece dar lugar, ao final da trilogia, a sua traição intencional a Pantalaimon, quando esta o abandona antes da travessia do rio que leva ao mundo dos mortos.
Após conseguir sair do mundo dos mortos acompanhada por Will, Lyra se encontra no meio de uma batalha entre os seres e vários mundos, onde Lorde Asriel e Marisa Coulter dão suas vidas para destruir a Autoridade.
Lyra e Will seguem em frente e encontram Mary Malone e mulefas. Ao ouvir uma história contada por Mary, Lyra se vê completamente apaixonada por Will. Os dois começam a namorar. os Dæmons de Lyra e Will se fixam, o dela na forma de uma Marta e o dele na forma de uma gata.
Um Anjo dá a eles a missão de fechar todas as janelas inter-dimensionais, Will se separa de Lyra, quebra a faca sutil e nunca mais a encontra.
Ao final da história, [[Lyra perde, ainda, sua capacidade de leitura do Aletiômetro, sendo dito que a justificativa para isso é que seu dom havia sido dado da mesma forma com que era retirado, para que fosse cumprido um propósito específico. Não obstante, Lyra decide dedicar sua vida ao difícil aprendizado da leitura dos símbolos e interpretações do Aletiômetro, ao que também se diz que depois de um longo e árduo aprendizado, ela jamais perderia novamente seu dom.

## Aparições na mídia

### Filme
No filme A Bússola de Ouro, uma adaptação do primeiro livro. Lyra é interpretada pela Dakota Blue Richards, que venceu 10.000 outros candidatos ao filme. E a cantora inglesa Kate Bush que escreveu e gravou "Lyra", uma música sobre a personagem.

### Teatro
No teatro nacional de Londres a peça adaptada foi feita em duas partes. Na primeira Lyra foi interpretada por Anna Maxwell Martin e na segunda por Elaine Symons.

### Radio
Em 2003, a voz de Lyra foi interpretada pela atriz Lulu Popplewell em uma adaptação da trilogia para o Rádio.

### Série
Na série de TV "Fronteiras do Universo" é interpretada pela atriz Dafne Keen.